# Paul Mann (Komponist)
Paul Mann (* 3. September 1910 in Wien, Österreich-Ungarn; † 27. Mai 1983 in New York City, Vereinigte Staaten) war ein überwiegend in den USA tätiger, österreichischer Filmkomponist und Liedschreiber.

## Leben und Wirken
Mann erhielt seine musikalische Ausbildung als Teenager bei Joseph Marx. Bereits im Jahre 1930 konnte er -- für einen weitgehend unbekannt gebliebenen Schweizer Dialektfilm Robert Wohlmuths -- seine erste Tonfilmkomposition erstellen. 1932 steuerte Mann, gemeinsam mit Stefan Weiss, ein Lied zu dem deutschen Film „Wenn die Liebe Mode macht“ bei, und im Jahr darauf war er an der Komposition zu Kurt Gerrons letztem deutschen Film, „Heut’ kommt’s drauf an“ beteiligt. Infolge der Machtergreifung durch Deutschlands Nationalsozialisten kehrte der Jude Mann zurück nach Österreich. 
1937 wanderte Paul Mann in die Vereinigten Staaten aus. Dort kam es zu einer erneuten Zusammenarbeit mit Weiss, diesmal im September 1938 in New York, als beide Männer den Musiktext zu dem überdrehten Theaterstück ‘Hellzapoppin‘ ablieferten. In Hollywood betätigte sich Paul Mann u. a. als Songkomponist (z. B. 1940 für „The Quarterback“). Während des Zweiten Weltkriegs wurde Mann ab 1941 überwiegend für die Erstellung einzelner Liedbeiträge für kurze Zeichentrickfilme Friz Frelengs verpflichtet. Nach 1945 war Mann kaum mehr im Filmgeschäft tätig, dennoch wurden mehrere seiner einzelnen Liedkompositionen in anderen Filmen immer wieder verwendet, allen voran "Angel in Disguise" und "Put Your Dreams Away". Paul Mann lebte bis zuletzt in New York.

## Filmografie
- 1930: Bünzlis Großstadterlebnisse
- 1932: Wenn die Liebe Mode macht
- 1933: Heut’ kommt’s drauf an
- 1939: Vier Töchter räumen auf (Daughters Courageous)
- 1940: Ein Nachtclub für Sarah Jane (It All Came True)
- 1940: The Quarterback
- 1940: King of the Lumberjacks